# Cratera de impacto

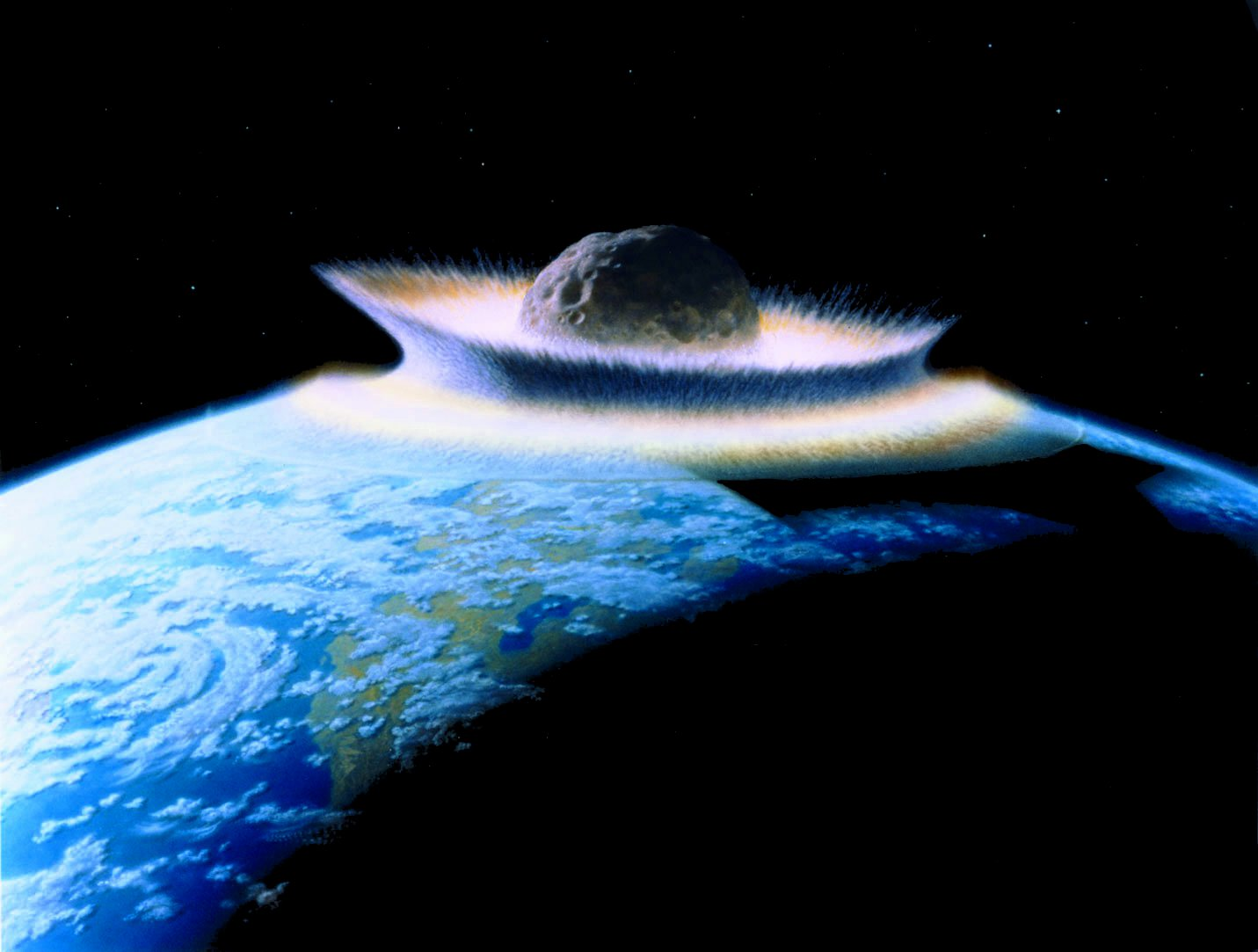
Representação artística de um impacto

Em astronomia, cratera de impacto ou astroblema é uma formação crateriforme produzida pela queda do espaço de um meteorito ou cometa. Difere das crateras de origem vulcânicas, que são formadas por materiais e forças oriundas das camadas geológicas do interior da terra.
Crateras de impacto podem ser vistos facilmente em astros como a Lua, onde na pouca erosão podem ser conservados. Na Terra, a erosão fez com que a maior parte dos astroblemas desaparecessem. Poucos são ainda visíveis. O exemplo notável é a Cratera de Barringer, em Flagstaff no Arizona, Estados Unidos, resultante da colisão de um meteorito.
O vocábulo "astroblema" vem das palavras gregas astron = estrela e blema = cicatriz, que leva ao significado de “cicatriz de estrela”, e foi cunhado com grande exatidão poética, em 1961, pelo meteoricologista norte-americano, Robert S. Dietz.